# Традиционное дерби
Традиционное дерби (словац. Tradičné derby или Západoslovenské derby) — противостояние самых популярных словацких футбольных клубов — «Слован (Братислава)» и «Спартак (Трнава)». Первый матч состоялся в 1926 году. В 161 матче 76 раз победу одерживал «Слован», 37 раз команды играли в ничью, а в 48 матчах была зафиксирована победа «Спартака».

## История
Слован Братислава был основан в 1919 году, а Спартак Трнава — в 1923 году. Первый матч между двумя клубами состоялся 21 марта 1926 года в Трнаве, и Спартак Трнава выиграл со счетом 3:1. С этого момента и до конца сезона 1992—1993 годов команды базировались в Чехословакии, а с сезона 1993—1994 годов играли в Словакии.
Соперничество между двумя клубами, по сути является спортивным, и оно зародилось в 1942 году после спорного перехода Франтишека Масаровича из «Спартака» в «Слован». Период с 1967—1968 по 1971—1972 годы был самым успешным с точки зрения спортивного противостояния, когда оба клуба попеременно становились чемпионами и призерами Чехословакии.
Первый матч словацкого периода был сыгран 11 сентября 1993 года, в котором братиславский «Слован» победил со счетом 3:1.
17 мая 2009 года первый в истории матч был сыгран за закрытыми дверями после санкции ФА Словакии, наложенной в ответ на выпады болельщиков «Спартака» из Трнавы во время матча с ФК «Нитра».

## Титулы
| Competition                               | Слован | Спартак |
| ----------------------------------------- | ------ | ------- |
| Чемпионат Чехословакии (1934-38, 1944-93) | 8      | 5       |
| Чемпионат Словакии (1939-44)              | 4      | 0       |
| Чемпионат Словакии (1993-)                | 11     | 1       |
| Кубок Чехословакии (1961-93)              | 5      | 5       |
| Кубок Словакии (1961-)                    | 17     | 6       |
| Суперкубок Словакии (1993—2016)           | 4      | 1       |
| Кубок обладателей кубков УЕФА (1960—1999) | 1      | 0       |
| Всего                                     | 50     | 18      |

## Статистика
| Матчи | Победы «Слована» | Ничьи | Победы «Спартака» | Разница голов |
| ----- | ---------------- | ----- | ----------------- | ------------- |
| 161   | 76               | 37    | 48                | 252:166       |

## Болельщики

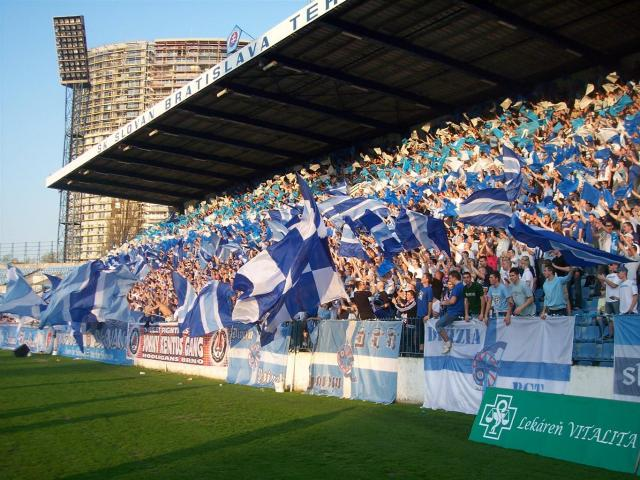
Фанаты «Слована» называются Ultras Slovan
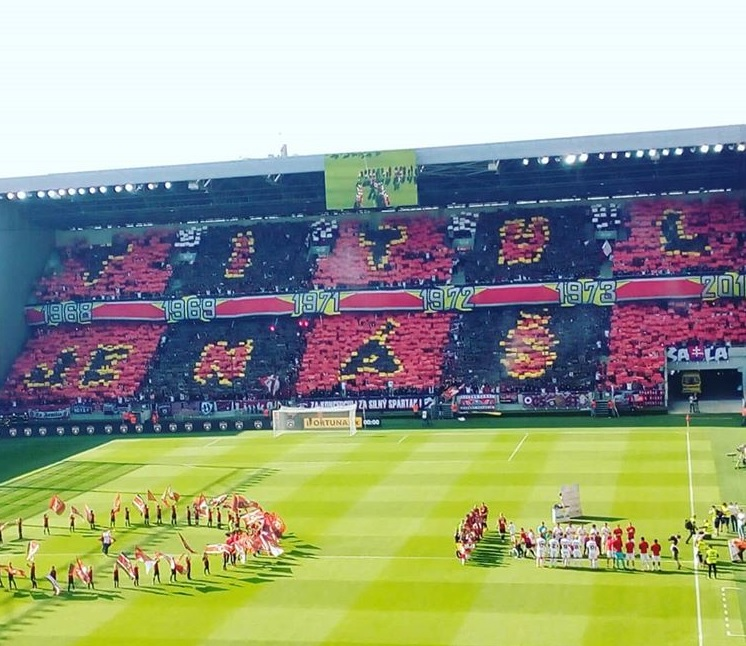
Перфоманс Ultras Spartak